# Firmin Eugène Le Dien
Firmin-Eugène Le Dien (Paris, 17 décembre 1817 - Paris, 28 juillet 1865) fut l'un des premiers photographes primitifs qui exercèrent à Rome, à Naples, à Pompéi, à Amalfi, à Salerne et à Paestum.
Plusieurs de ses photographies figurent dans la désormais célèbre collection de la duchesse de Berry.